# Пакт Молотова — Ріббентропа

Підписання Молотовим Нацистсько-Радянського пакту про ненапад, 23.08.1939. Зліва направо: Йоахім фон Ріббентроп, Йосип Сталін, Фрідріх Вільгельм Гаук, Густав Хільгер, Фрідріх фон дер Шуленбург.

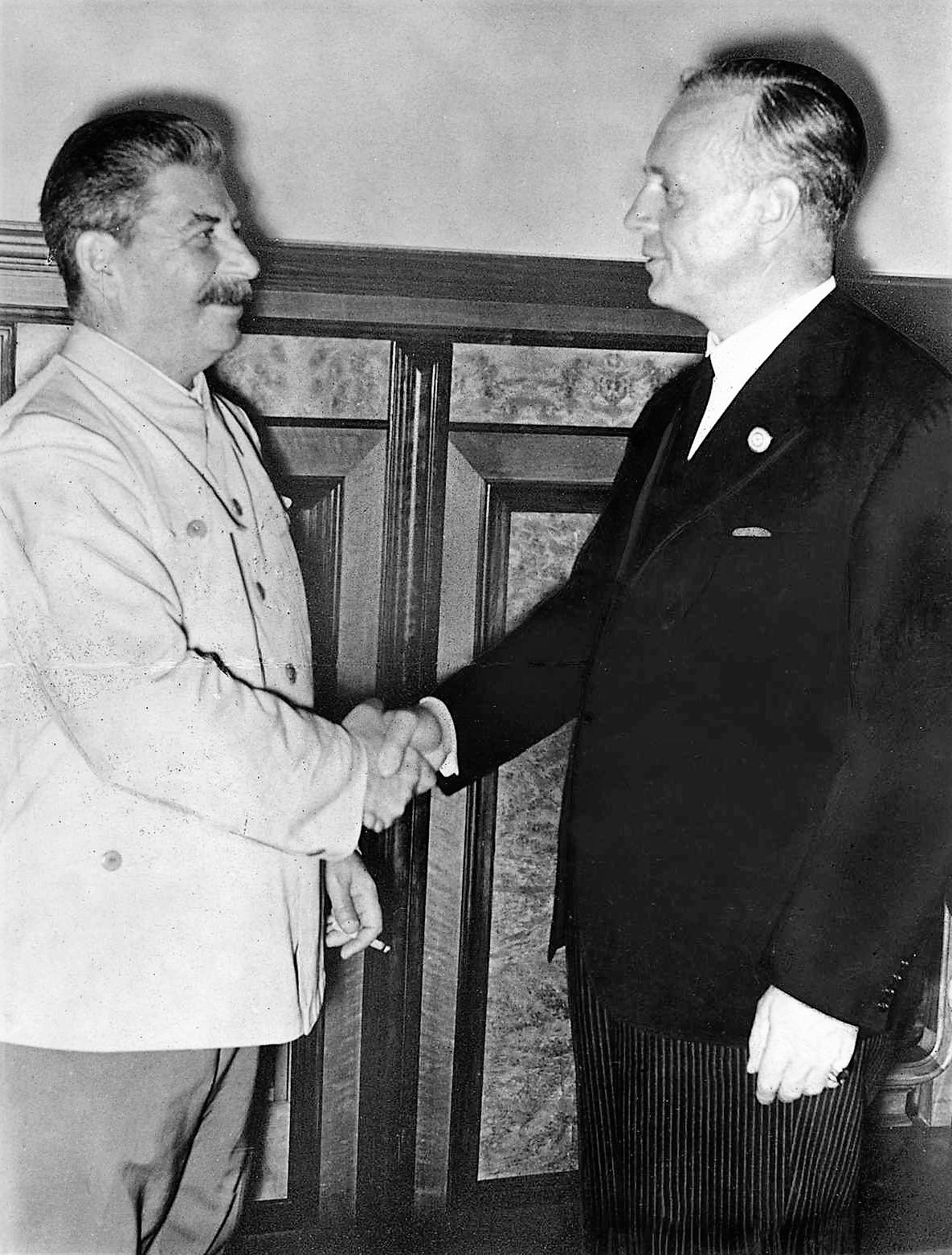
Сталін та Ріббентроп після підписання пакту

Угода про ненапад між Німеччиною та СРСР (нім. Deutsch-sowjetischer Nichtangriffspakt; рос. Договор о ненападении между Германией и Советским Союзом), або Пакт Молотова — Ріббентропа, неофіційно також Пакт Гітлера — Сталіна, нацистсько-радянський пакт або нацистсько-радянський союз — розрахована на 10 років міждержавна угода від 23 серпня 1939 року, підписана у Москві міністром МЗС Німеччини Йоахімом фон Ріббентропом та Головою Ради народних комісарів, народним комісаром закордонних справ СРСР В'ячеславом Молотовим у присутності члена Політбюро ЦК ВКП(б), секретаря ЦК ВКП(б), члена Виконавчого комітету Комінтерну Йосипа Сталіна та посла Німеччини Вернера фон дер Шуленбурга.
Угода спиралась на Берлінську угоду 1926 року, а з нею, і на Рапалльську угоду 1922 року.
Пакт гарантував нейтралітет СРСР у конфлікті Третього Райху з Польщею та країнами Заходу. Як додаток до договору було підписано таємний протокол, що розділив радянські та німецькі «сфери впливу» на території Польщі, Литви, Латвії, Естонії та Фінляндії. У таємному протоколі також визнавалася зацікавленість Литви у Віленському краї, а Німеччина заявляла про повну незацікавленість у Бессарабії. Зазначені в цьому протоколі території надалі були швидко захоплені відповідно Третім Рейхом і Радянським Союзом.
Підписання угоди 23 серпня 1939 року було важливим тактичним епізодом, що розкривав стратегічні наміри сторін — керівництва Третього Рейху та СРСР. Таємним додатковим протоколом визначались сфери взаємних інтересів обох держав у Східній Європі та поділ Польщі між ними при очікуваному в ті дні нападі Німеччини на Польщу.
Договір, разом з іншими радянсько-німецькими угодами, фактично втратив силу 22 червня 1941 року після нападу Німеччини на СРСР. 1989 року З'їзд народних депутатів СРСР засудив додатковий таємний протокол договору, й визнав його нечинним від моменту підписання.

## Передісторія
Від 1934 року Сталін усвідомлював загрозливий характер політики Гітлера. У європейському співтоваристві сформувалася думка про можливість ефективної коаліції СРСР з основними країнами Заходу, щоб запобігти катастрофі Другої світової війни, що насувалася. Уряди Англії та Франції провадили мляву політику «умиротворення». Сполучені Штати утримувалися від втручання у європейські справи.
Керівництво вважало, що СРСР може бути суб'єктом європейської політики. Воно провело індустріалізацію, мало сильну армію, почувалося все впевненіше. Після Громадянської війни 1917—1922 років та масових репресій і штучного Голодомору престиж країни та її вплив на європейську політику знизився. СРСР не був партнером Заходу для протидії нацизму. У той час він сам був тоталітарною державою з карально-репресивною машиною. Його дії не збігалися з цілями західної демократії. У середині 1930-х західні демократії не сподівалися на допомогу СРСР. На той час вони ще могли, об'єднавши зусилля, протистояти Гітлеру. Та вже через два роки, — внаслідок переозброєння Німеччини швидкими темпами, — завдати поразки Гітлеру без допомоги СРСР вони вже не могли. Сталін же на той час не бачив перспектив залучення Франції та Англії до ефективної опозиції Гітлеру.
29 березня 1935 року у розмові з Лордом-охоронцем печатки Великої Британії Е. Іденом Й. Сталін говорив, що у Європі велике занепокоєння викликає Німеччина. Вона «відкрито, на очах у всіх рве міжнародні угоди. Це небезпечно. Як ми можемо за цих умов довіряти підпису Німеччини під тими чи іншими міжнародними документами? …яка є гарантія, що німецький уряд, що так легко рве свої міжнародні зобов'язання, стане дотримуватися пакту про ненапад? Ніякої гарантії немає. Тому ми не можемо задовольнитися лише пактом про ненапад із Німеччиною. Нам для забезпечення миру потрібна більш реальна гарантія, і такою реальною гарантією є лише Східний пакт взаємодопомоги». Так само, А. Гітлер також висловлював недовіру до СРСР: «Особливо складною ця проблема стала завдяки тому факту, що покластися на вірність договорам такої варварської формації, як Радянський Союз, можна приблизно так само, як на розуміння дикуном математичних формул. Тому угоди з цією країною, власне кажучи, не мали б ніякої ціни.»
Близько 1937 року, обираючи між шляхом ефективного збройного опору Гітлеру і шляхом оборудки з ним, Сталін обрав останній: у 1937—1938 роках Сталін прибирав зі свого шляху тих у керівництві ВКП(б) і збройних сил, хто міг би протидіяти його політиці змови з Гітлером, хто міг би висунути проти нього вагомі ідеологічні аргументи. Того ж року, у листопаді, на відомій нараді, А. Гітлер повідомив про прийняте рішення — вирішення проблем Німеччини у Східній Європі. На тій же нараді Герман Герінг вказав на необхідність припинення інтервенції в Іспанії, що було ще одним сигналом для Сталіна про зміну вектора політики Німеччини. Зі свого боку Йосип Сталін 1 жовтня 1938 року під час свого виступу на нараді пропагандистів Москви та Ленінграду щодо «Стислого курсу ВКП(б)» відверто заявив про більшовицьку наступальну доктрину війни:
| Бувають випадки, коли більшовики самі будуть нападати, якщо війна справедлива, якщо обставини сприяють, самі почнуть нападати. Вони зовсім не проти наступу, не проти будь-якої війни. Те, що ми кричимо про оборону, — це вуаль, вуаль. Усі держави маскуються. |
1938 року була анексована Австрія, а потім розпочата ліквідація Чехословаччини і, також, Карпатської України. За ними настала черга Польщі.
На початку 1939 року А. Гітлер намагався шляхом перемовин, тиску та залякування поляків схилити їх до мирної передачі Данціґа Німеччині. Поляки чинили опір. У березні А. Гітлер дав наказ окупувати територію, що залишилася від Чехословаччини (за винятком Підкарпатської Русі, переданої Угорщині). Наслідком порушення А. Гітлером своїх обіцянок при підписанні Мюнхенської угоди і виходу німецьких військ на південний кордон Польщі стало запрошення до Лондона міністра закордонних справ Польщі Юзефа Бека і гарантування Англією територіальної цілісності Польщі. Англо-французькі гарантії також були надані Румунії 13 квітня 1939 року.
Під час зустрічі Іона Антонеску із Адольфом Гітлером останній стверджував, що підписання радянсько-нацистської угоди 1939 року для Німеччини було вимушеним кроком, викликаним антинімецькою проанглійською політикою Балканських країн:
| Якби зацікавлені країни не приєдналися до антинімецького фронту, то ніколи не було б необхідності, щоб Німеччина зверталася до Москви. Тільки внаслідок прийняття британських гарантій проти Німеччини певними державами цей вельми болісний договір виявився необхідним[21] Оригінальний текст (англ.) If the countries concerned had not joined the anti-German front, there would never have been any necessity for Germany to go to Moscow. Only because of the acceptance of the British guarantee against Germany by certain states had this very painful treaty with Russia become necessary. |
Німецько-італійський договір про союз і дружбу був підписаний у Берліні 22 травня 1939 року. Назва «Сталевий пакт» була покликана показати непорушність союзу Німеччини та Італії (незадовго до того вони балансували на межі війни). «Сталевий пакт» фактично утворював військово-політичний блок Італії та Німеччини. Він підтверджував положення Антикомінтернівського пакту і обумовлював взаємні союзницькі зобов'язання. Таким чином на весну 1939 року в Європі склалося два військово-політичні блоки: англо-французький і німецько-італійський. Кожен із них був зацікавлений в угоді з СРСР.
А. Гітлеру, для реалізації своїх експансіоністських планів, й у випадку нападу на Польщу, чи у випадку наступу на Захід, потрібен був нейтралітет СРСР. Сталін, у той же час, бачив готовність Гітлера до рішучого наступу і намагався за свій нейтралітет отримати власну безпеку. 10 березня у промові на 18-му з'їзді ВКП(б) він натякнув, що СРСР не бажає виступати на боці Англії та Франції, а хоче діяти у власних інтересах. На розвиток своєї позиції Й. Сталін змінив єврея Максима Литвинова на посаді наркома закордонних справ росіянином В'ячеславом Молотовим, що продемонструвало німцям бажання різко змінити зовнішньополітичний курс.
У травні 1939 року Британія і Франція розпочали перемовини з урядом СРСР для розгляду можливості реального й ефективного союзу проти Гітлера. Позицію керівництва Радянського Союзу ще до того сформулював нарком закордонних справ М. Литвинов: «Ми чудово знаємо, що затримати і призупинити агресію в Європі без нас неможливо, і чим пізніше до нас звернуться за нашою допомогою, тим дорожче нам заплатять».
14 червня 1939 року Георгій Астахов, тимчасовий повірений у справах СРСР у Німеччині, повідомив заступника державного секретаря в німецькому міністерстві закордонних справ Ернста Вермана (нім. Ernst Woermann) через болгарського посла у Берліні, що СРСР не підпише з Англією договору про взаємодопомогу на випадок війни за умови, що Німеччина підпише з Радянським Союзом пакт про ненапад.
Навесні та влітку перемовини щодо угоди про взаємодопомогу між СРСР і Великою Британією та Францією продовжились, і були припинені за кілька днів до підписання пакту про ненапад. Різні дослідники покладають відповідальність за це на керівництво обох сторін.

Йосип Сталін 19 серпня під час свого виступу на Політбюро ЦК ВКП(б) заявив наступне: 
|  | Якщо ми приймемо пропозицію Німеччини щодо укладення з нею пакту про ненапад, вона, напевно, нападе на Польщу, і втручання Франції та Англії в цю війну стане неминучим. Західна Європа зазнає серйозних зворушень та безладу. В цих умовах у нас буде багато шансів залишитися обабіч конфлікту, і ми зможемо сподіватися на наш вигідний вступ у війну. |

Адольф Гітлер 23 серпня так оцінив ситуацію: 
|  | Я був переконаний, що Сталін ніколи не прийме пропозиції англійців. Тільки безоглядні оптимісти могли думати, що Сталін настільки дурний, що не може розпізнавати їх справжньої мети. Росія не зацікавлена у збереженні Польщі… Відставка Литвинова стала вирішальним фактором. Після цього я миттєво зрозумів, що в Москві ставлення до західних держав змінилося. <…> Зрештою від росіян надійшла пропозиція підписати пакт про ненапад. |

На початку липня А. Гітлер остаточно вирішив напасти на Польщу. Збройним силам був відданий наказ підготуватися до бойових дій наприкінці серпня.
26 липня 1939 року у таємній кімнаті одного із берлінських ресторанів відбулася зустріч представників Німеччини та СРСР під час якої представникам СРСР натякнули, що Німеччина готова розрахуватися за нейтралітет СРСР у випадку німецько-польської війни значними територіями Східної Європи.
Коли 11 серпня Карл Буркхардт, Верховний комісар Ліги Націй у Данцигу, прибув на особистому літаку А. Гітлера до Німеччини, райхсканцлер заявив йому:

| Все, що я роблю, спрямоване супроти Росії; якщо Захід занадто дурний і занадто сліпий, щоб зрозуміти це, я буду змушений порозумітися з росіянами, розбити Захід, а потім, після його поразки, усіма зібраними силами виступити проти Радянського Союзу. Мені потрібна Україна, щоб ніхто знову, як під час останньої війни не голодував у нас.[28] Оригінальний текст (нім.) «Alles, was ich unternehme, ist gegen Rußland gerichtet; wenn der Westen zu dumm und zu blind ist, um dies zu begreifen, werde ich gezwungen sein, mich mit den Russen zu verständigen, den Westen zu schlagen und dann nach seiner Niederlage mich mit meinen versammelten Kräften gegen die Sowjetunion wenden. Ich brauche die Ukraine, damit man uns nicht wieder wie im letzten Krieg aushungert» |

## Серпневі перемовини
На початку серпня Німеччина та СРСР опрацьовували останні деталі економічної угоди, та почали обговорювати політичну угоду. Обидві сторони надали пояснення протистоянню у зовнішній політиці протягом 1930-х, об'єднавшись довкола антикапіталізму обох країн.
З весни 1939 року розпочато тристоронні перемовини між СРСР, Британією та Францією у Москві. У серпні проводились консультації між військовими місіями для підготовки військової конвенції між Радянським Союзом, Францією та Великою Британією на випадок агресії з боку Німеччини. Тристоронні перемовини призупинились навколо питання проходу радянських військ територією Польщі у випадку агресії з боку Німеччини, поки британські та французькі посадовці переконували Польщу погодитись на ці умови. Польські посадовці відмовили в дозволі радянським військам заходити на польську територію, оскільки, як зазначив міністр зовнішніх справ Польщі Йозеф Бек, побоювались, що один раз потрапивши на польську територію, Червона Армія ніколи її не покине. Бек зазначив, «що маршал Ворошилов намагається зараз досягти мирними засобами того, чого він хотів домогтися збройним шляхом 1920 року». У той час, як Британія та Франція відмовили Радянському Союзі в зазіханні на суверенітет сусідніх країн, Німеччина подібних обмежень не вимагала.

19 серпня 1939 року підписано Німецько-радянський торговельний договір. У той же день Берлін отримав текст радянського проєкту майбутньої угоди з постскриптумом:
Цей договір набуває чинності тільки у випадку одночасного підписання спеціального протоколу із зовнішньополітичних питань, що становлять інтерес для Високих Договірних Сторін".
У відповідь Сталін через посла Німеччини у СРСР отримав гарантії підписання Німеччиною таємного додаткового протоколу, за яким визнавалися би радянські зони впливу на половину Польщі (кордон мав проходити вздовж Вісли), Латвію, Естонію, Фінляндію та Бессарабію. Посол Німеччини в СРСР Вернер фон дер Шуленбург, за вказівкою Ріббентропа і Гітлера, зазначив, що Німеччина готова «йти назустріч усім побажанням СРСР».
Під час засідання військових місій СРСР, Великої Британії і Франції 21 серпня (що відбувалося від 11 години ранку до 17 години 25 хвилин) Й. Сталін отримав особисте звернення канцлера Німеччини А. Гітлера (о 15 годині) і відразу ж відповів на нього (о 17 годині). У своїй відповіді Сталін повідомив про згоду Радянського уряду прийняти Ріббентропа 23 серпня.
21 серпня тристоронні переговори перервано за ініціативою Радянської сторони, яка посилалась на інші причини.

## Пакт і таємний протокол

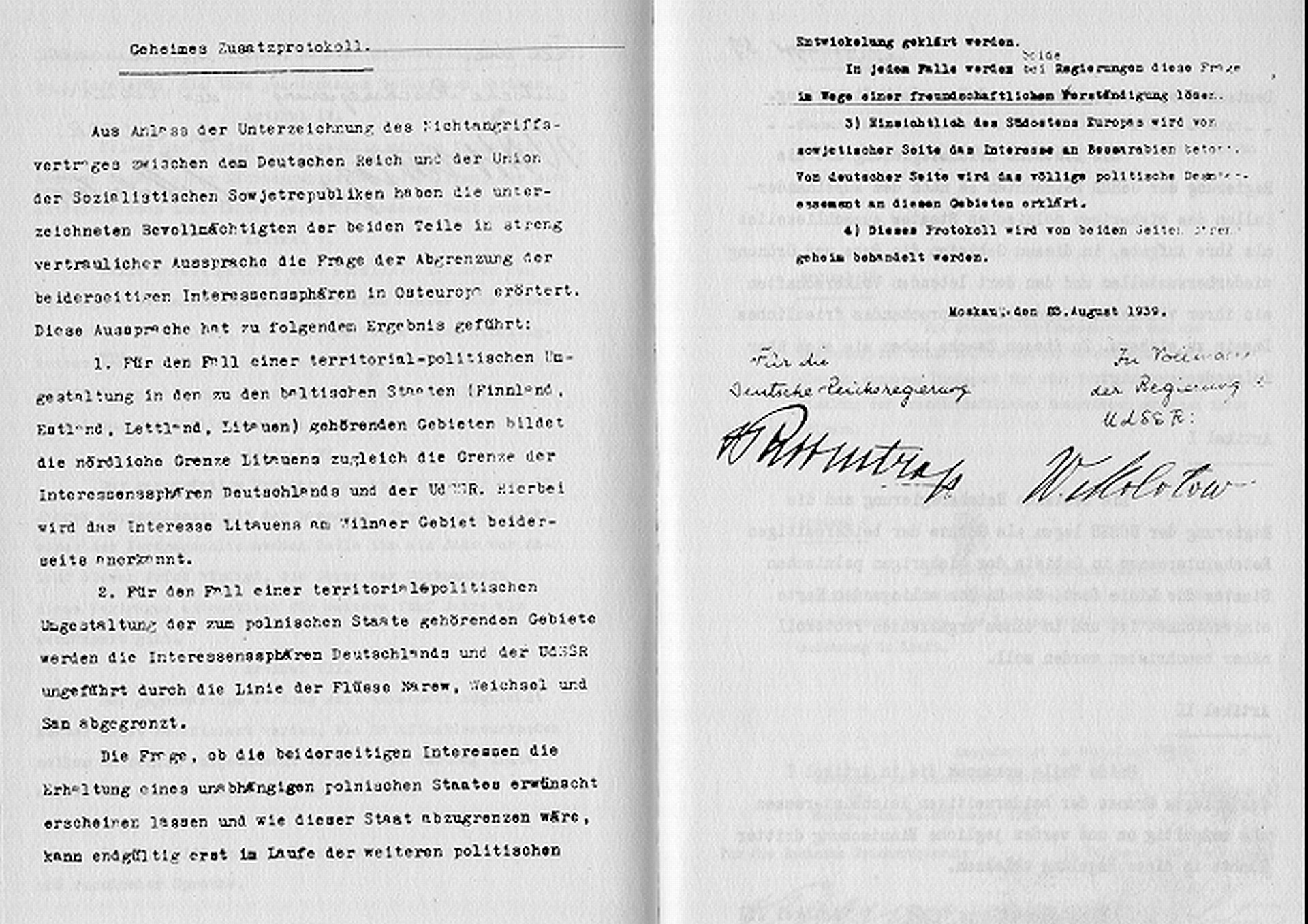
Таємний додатковий протокол.

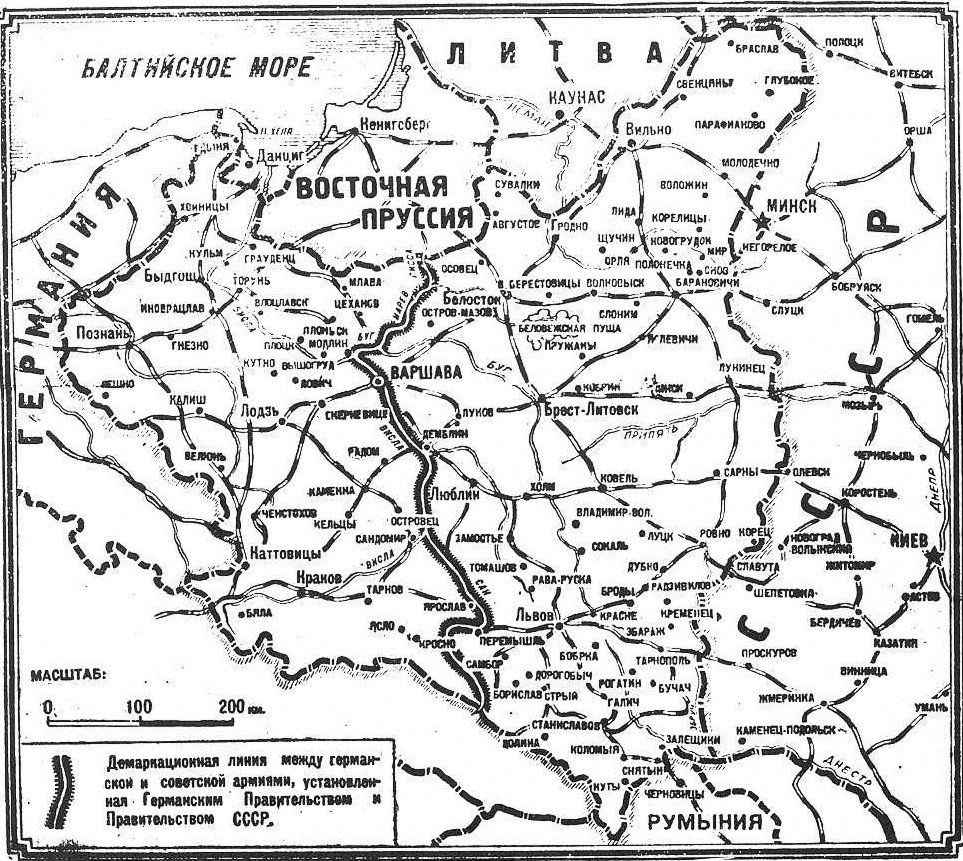
Детальний план розподілу сфер впливу в Польщі

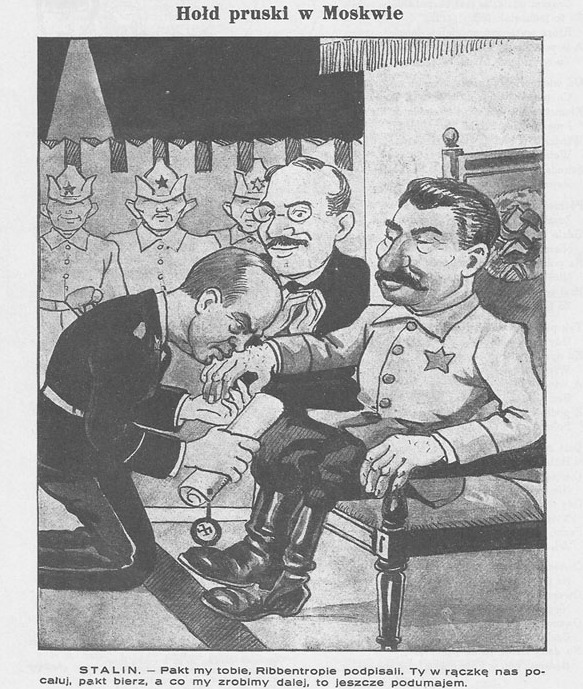
«Прусська данина в Москві». Сатира на пакт Молотова-Ріббентропа.

22 серпня, через день після того, як переговори з Францією та Англією зайшли в глухий кут, Москва поширила повідомлення про заплановану на наступний день зустріч Ріббентропа зі Сталіним. У той самий час тривали переговори, на яких представники західних держав не погоджувались на вимоги Радянської сторони, і Сталін вирішив укласти таємний союз із Німеччиною. 24 серпня підписаний договір про ненапад (датований 23 серпня), яким сторони брали на себе зобов'язання: погоджувати спільні дії; нейтральність у випадку війни однієї зі сторін проти сторонніх держав; не приєднуватись до союзів, які прямо чи непрямо скеровані проти однієї зі сторін.
Договір ратифіковано Президією ВР СРСР 31 серпня 1939.

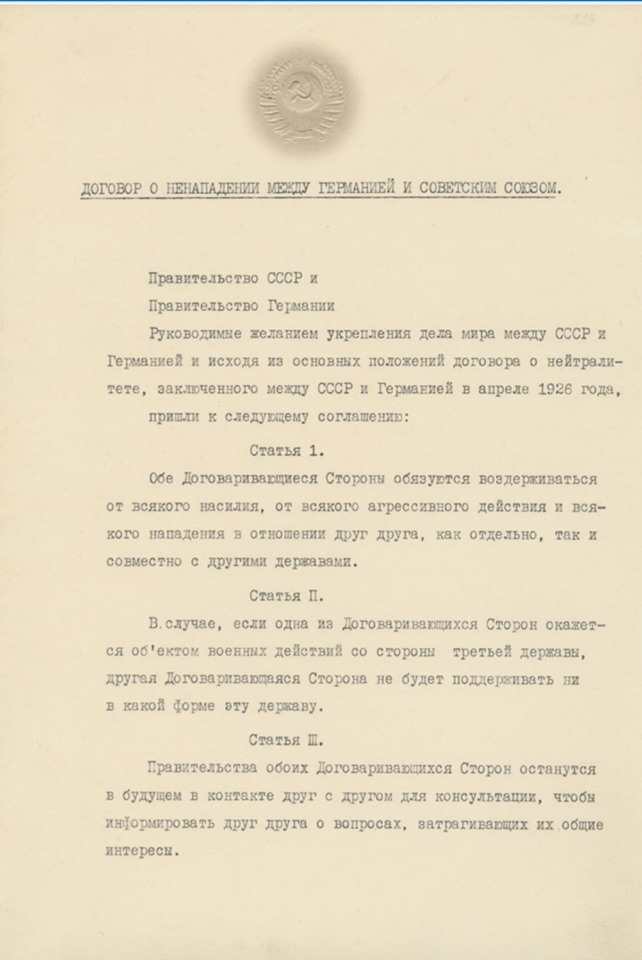
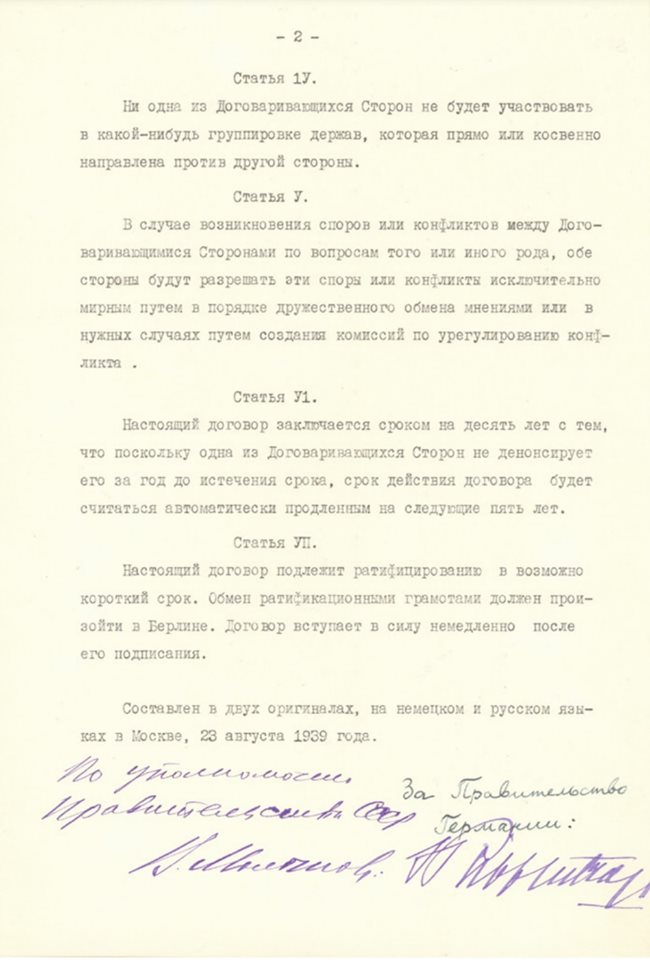
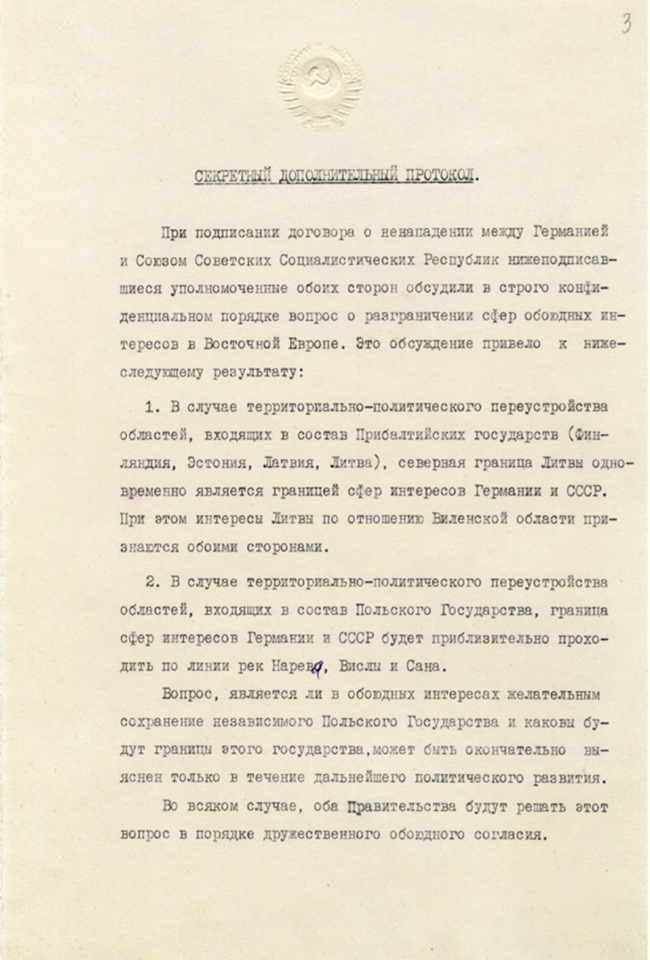
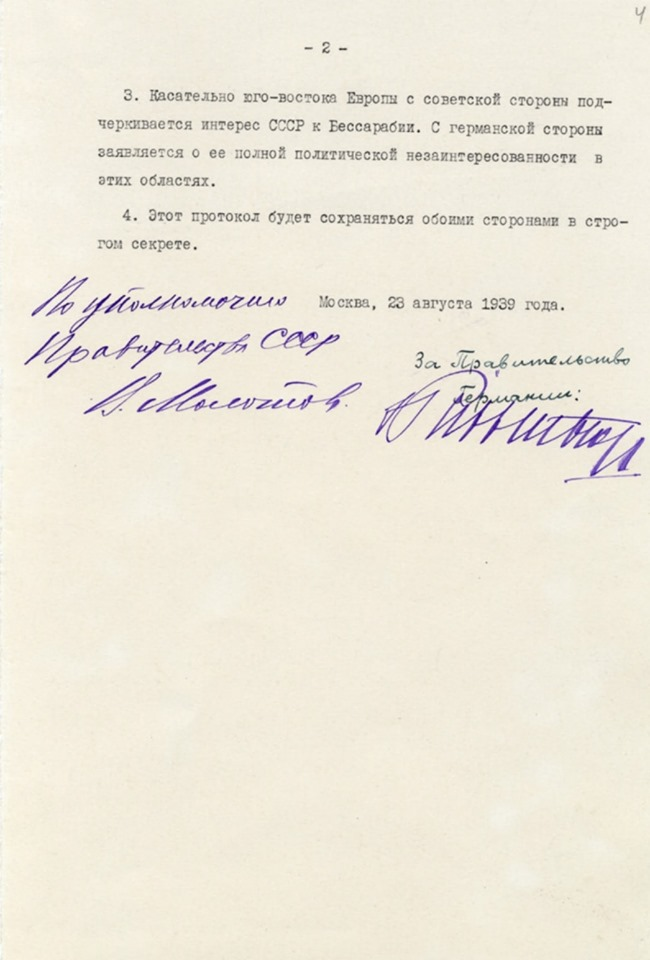

Курйозність ситуації полягала в факті підписання терміном на 10 років стандартного договору про «ненапад» між двома державами, які на момент підписання не мали спільного кордону.
Що важливіше, до договору додавався таємний протокол, який став відомим лише після поразки Німеччини в 1945 році. Цим протоколом визначались радянські та німецькі «сфери впливу» в Північній та Східній Європі.
Протокол складався з короткої преамбули та таких чотирьох пунктів:
1. У випадку територіально-політичної перебудови областей, які входять до складу Балтійських держав (Фінляндія, Естонія, Латвія, Литва), північний кордон Литви одночасно є межею сфер інтересів Німеччини і СРСР. Водночас інтереси Литви щодо Віленської області визнаються обома сторонами.
2. У випадку територіально-політичної перебудови областей, які входять до складу Польської держави, межа сфер інтересів Німеччини та СРСР буде приблизно проходити лінією рік Нарви, Вісли і Сяну. Питання, чи є у взаємних інтересах бажаним збереження незалежної Польської держави, і якими будуть кордони цієї держави, може бути остаточно з'ясованим лише протягом подальшого політичного розвитку.
3. Стосовно Південно-Східної Європи з радянської сторони підкреслюється зацікавленість СРСР у Бессарабії. З німецької сторони заявляється про її повну політичну незацікавленість у цих областях.
4. Цей протокол зберігатиметься обома сторонами в суворій таємниці.

На півночі Фінляндія, Естонія та Латвія відходили до радянської сфери впливу. Польща мала бути поділена у випадку «політичної реконфігурації» — території на схід від річок Пізи, Нарви, Вісли та Сяну потрапили до СРСР, а західна частина — Німеччині. Литва, яка прилягала до Східної Прусії, мала потрапити до німецької сфери впливу, але другим таємним протоколом у вересні 1939 більшу частину Литви віддано до СРСР. Згідно з таємним протоколом, до Литви мало приєднатись етнічне польське місто Вільнюс, яке належало Польщі протягом міжвоєнного періоду в результаті литовсько-польської війни 1920 року. Іншим пунктом договору Німеччина брала зобов'язання не втручатись у дії Радянського Союзу проти Бессарабії, яка в той час належала Румунії; внаслідок чого Бессарабія була приєднана до Молдовської АРСР, яка після об'єднання перетворена в Молдавську РСР.

Відповідне положення додаткового таємного протоколу було сформульоване таким чином: 
|  | У разі територіально-політичного перерозподілу областей, що входять до складу балтійських держав (Фінляндія, Естонія, Латвія, Литва), північний кордон Литви одночасно є кордоном сфер інтересів Німеччини та СРСР. |

Заплановані та фактичні територіальні зміни в Центральній Європі 1939—1940 років

Під час підписання, Ріббентроп та Сталін вели теплі розмови, проголошували тости та згадували попередні конфлікти країн в 1930-ті роки. Вони описали Англію як країну, яка завжди намагається перешкодити німецько-радянським відносинам, назвали Антикомінтернівську угоду скерованою не проти СРСР, а проти західних демократій, від якої «злякався Центр Лондона [тобто британські фінансисти] та англійські торговці.»
24 серпня «Правда» та «Ізвєстія» розмістили новини про несекретні частини договору, разом із відомою фотографією, на якій Молотов підписує договір, за яким стоїть усміхнений Сталін. Новини шокували лідерів держав по всьому світу, більшості з яких було відомо лише про багатомісячні переговори між Англією, Францією та Радянським Союзом. Також були шоковані союзники нацистів, зокрема Японія, Комінтерн, іноземні комуністичні партії, та єврейські громади по всьому світу. Цього дня німецький дипломат Ганс фон Герварт повідомив італійського дипломата Гвідо Реллі, та американського повіреного у справах Чарльза Болена про існування таємного протоколу та розкрив плани розподілу «сфер впливу», але не повідомив про плани на анексію країн.
Радянська пропаганда та офіційні представники робили все від них залежне, аби відвернути увагу від того, що протягом десятиліття до підписання пакту вони чинили спротив та боролись проти нацизму. Після підписання пакту Молотов намагався показати німцям свої добрі наміри, заявивши в коментарі журналістам, що «фашизм — це справа смаку». Зі свого боку, нацистська Німеччина також повністю відмовилась від попередньої конфронтації з Радянським Союзом.
Наступного дня після підписання пакту французькі та британські військові делегації запропонували провести термінову зустріч із радянським представником Климентом Ворошиловим. 25 серпня Ворошилов сказав: «З погляду на зміни політичної ситуації, немає жодної користі від продовження переговорів». Того ж дня Гітлер повідомив британського посла в Берліні, що укладений із Радянським Союзом договір оберігає Німеччину від війни на два фронти, змінюючи в такий спосіб стратегічну ситуацію, яка склалась під час Першої світової війни, і тому Англія має погодитись на вимоги Німеччини щодо Польщі.
25 серпня, несподівано для Гітлера, Британія вступила у військовий альянс з Польщею. Як наслідок, Гітлер відклав заплановане вторгнення до Польщі з 26 серпня на 1 вересня 1939 року. У відповідь, Британія та Франція виступили гарантами суверенітету Польщі, та оголосили війну Німеччині 3 вересня 1939 року.

## Наслідки
Переконавшись, що угода між Німеччиною і СРСР про ненапад у прийнятній для нього формі буде через кілька годин підписана, А. Гітлер увечері 23 серпня 1939 року призначив дату й час нападу на Польщу: субота, 26 серпня, 4 год. 30 хв. ранку.

### Військові дії у Європі

#### Початок кампанії
Початок польської кампанії був призначений на 26 серпня. Але 25 серпня (о 17 год. 35 хв.) був підписаний договір про взаємодопомогу між Великою Британією і Польщею, у таємному додатку до якого прямо вказувалась країна-агресор — Німеччина. А близько 18-ї години надійшов лист-відповідь Беніто Муссоліні, який не обіцяв військової підтримки у випадку, якщо «союзники Польщі нападуть на Німеччину» після нападу Німеччини на Польщу. Адольф Гітлер відклав напад до 1 вересня.
1 вересня, мало не через тиждень після підписання пакту, розпочався поділ Польщі з агресії з боку Німеччини. У перші дні після нападу нацисти розпочали масові вбивства польського та єврейського населення та військовополонених. Ці страти відбувались у понад 30 містах та селищах лише в перші місяці німецької окупації. Люфтваффе також відстежувало та здійснювало нальоти на колони цивільних біженців на дорогах. СРСР надавав технічну допомогу німецьким військово-повітряним силам, дозволивши використання радіосигналів, які передавала радіостанція у Мінську, для „термінових авіаційних експериментів“.
Й. Сталін та В. Молотов не очікували настільки швидкого просування німецьких військ, і розраховували, що у них буде час на оцінку ситуації та прийняття рішень. Сталін не сприймав протокол як дозвіл СРСР одразу ж захопити територію. Він чекав, аби перевірити, чи зупиняться німці на узгоджених кордонах, а також потрібен був час для захисту кордонів на Далекому Сході.

Керівництво СРСР у цей час використало в інтересах агресорів Комінтерн: 8 вересня усім «секціям Комінтерну» надано директиву вважати війну з боку всіх країн імперіалістичною і несправедливою. Міжнародний робітничий клас у жодному разі не мав підтримувати Польщу (до якої додавався ярлик «фашистська»), поділ країн на «демократичні» й «фашистські» у пропаганді Комінтерну скасовувався, як застарілий. При підготовці директиви 7 вересня Й. Сталін визнав, що 
Пакт про ненапад певною мірою допомагає Німеччині
15 вересня міністр закордонних справ Німеччини Й. Ріббентроп зателеграфував послу Німеччини у СРСР В. Шуленбургу про те, що якщо радянська інтервенція у східній частині Польщі не буде здійснена, це дасть можливість для створення там нових держав (натяк на оунівську Західну Україну):
|  | Прошу Вас негайно передати пану Молотову наступне: ... якщо не буде розпочата російська інтервенція, неодмінно виникне питання про те, що створиться в районі, що на сході від німецької зони впливу, політичний вакуум. Оскільки ми, зі свого боку, не маємо наміру в цих районах проводити дії політичного чи адміністративного характеру, що не пов"язані з необхідними воєнними операціями, без такої інтервенції з боку Радянського Союзу можуть виникнути умови для створення нових держав. |

17 вересня, порушивши Договір про ненапад між Польщею та Радянським Союзом (1932), Червона Армія розпочала збройну агресію та окупувала частину території Польщі, передбачену таємним протоколом до пакту Молотова-Ріббентропа. 18 вересня німецький та радянський уряди затвердили спільне комюніке щодо дій і мети застосування німецьких та радянських військ у Польщі: 
|  | Німецько-радянське комюніке від 18 вересня 1939 року. Аби запобігти різним необгрунтованим чуткам щодо завдань радянських та німецьких військ, діючих у Польщі, уряд СРСР та уряд Німеччини заявляють, що дії цих військ не переслідують іншої мети, яка не відповідала б інтересам Німеччини або Радянського Союзу і суперечила б духу та букві пакту про ненапад, укладеного між Німеччиною та СРСР. Завдання цих військ, навпаки, полягає в тому, щоби відновити порядок і спокій, порушений розпадом польської держави і допомогти населенню Польщі перевладнати умови свого державного існування. (ТАРС). |

Польська армія вже була зв'язана боротьбою проти сильніших збройних сил Німеччини і відчайдушно намагалась відтермінувати захоплення Варшави. З боку Радянського Союзу брали участь 466 516 солдатів, 3 739 танків, 380 броньовиків та приблизно 1200 винищувачів, 600 бомбардувальників та 200 інших літаків. Польські війська на Сході переважно складались із частин Корпусу охорони кордонів (пол. Korpus Ochrony Pogranicza) з легким озброєнням. Після нетривалого спротиву, поляки відступили до Литви, де були інтерновані. Деякі частини, які знаходились на півдні, відступили до Румунії.

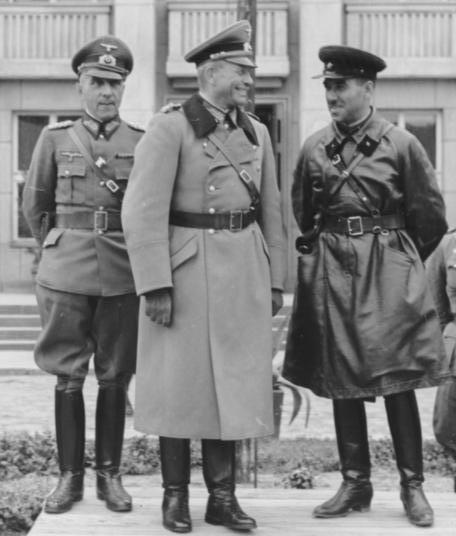
Спільний парад Вермахту та Червоної армії в Бересті по завершенню вторгнення до Польщі. У центрі стоять Гайнц Вільгельм Гудеріан та Семен Кривошеїн.

21 вересня радянські та німецькі представники підписали формальний договір про координацію військових дій у Польщі, включно з «винищенням» саботажників". Спільні паради пройшли у Львові та Бересті, в останньому відбулась також зустріч між військовими командирами з обох сторін. У серпні Сталін вирішив ліквідувати Польську державу, і на німецько-радянській зустрічі у вересні також піднялось питання про структуру «Польського регіону». СРСР одразу ж почав кампанію совєтизації на нових територіях, організувавши фальшиві вибори, результатом яких стала легітимізація анексії східної Польщі. Радянська влада намагалась знищити польську історію та культуру, скасувала злотий, не обмінявши на рублі, колективізувала сільське господарство, та націоналізувала приватну і перерозподілила державну власність. Служба на передвоєнну Польщу вважалася «злочином проти революції» та «контрреволюційною діяльністю», почалися масові арешти польського населення.
Вторгнення СРСР у східну частину Польщі виправдовують тим, що Польща як держава після агресії Третього Рейху станом на 17 вересня 1939 року перестала існувати. Однак на території східної частини Польщі, яку окупував СРСР, функціонували польські органи влади і армія. Приготування СРСР до окупації східної частини Польщі відбулося заздалегідь. На момент, коли радянські війська перейшли кордон вище польське керівництво перебувало на Покутті, територія теперішньої Івано-Франківської області, чекало новин. Новина про те, що Червона армія перейшла кордон стала приводом відмовитися від планів подальшого опору регулярними збройними силами і відступити в Румунію. Не втеча польського уряду стала причиною для наступу радянських військ, а те, що радянські війська перейшли кордон, стало остаточною причиною, щоби польський уряд залишив територію держави.

#### Зміна таємних протоколів

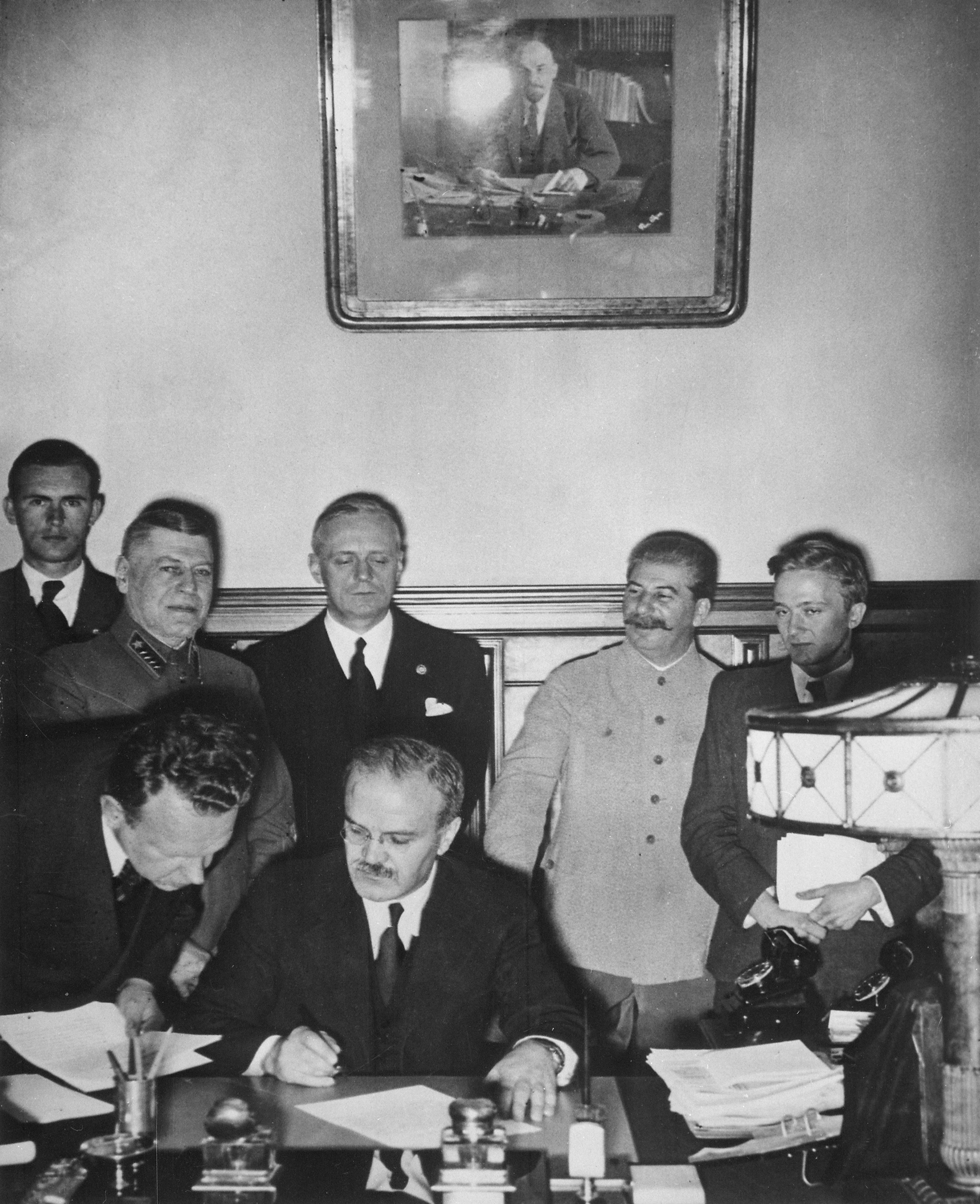
В. Молотов у присутності Й. Сталіна та Й. Ріббентропа підписує Договір про дружбу та кордон між СРСР та Німеччиною

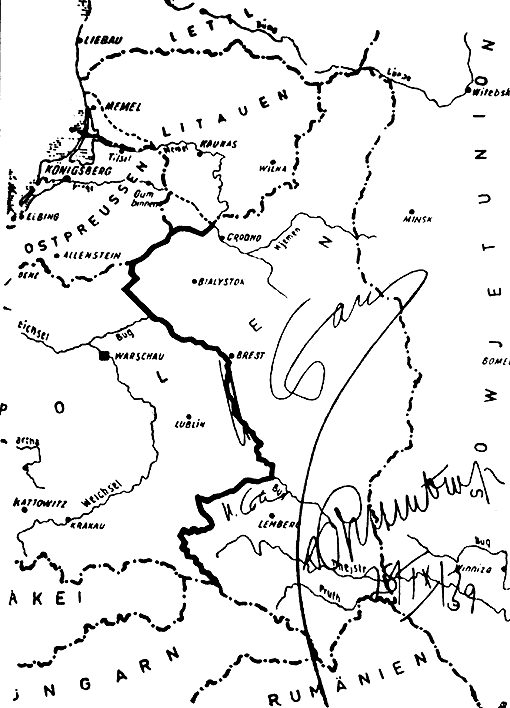
«Другий пакт Молотова-Ріббентропа» 28.09.1939. Підписана Сталіним та Ріббентропом карта Польщі з уточненим кордоном між Німеччиною та СРСР за результатами спільної агресії 1939 року

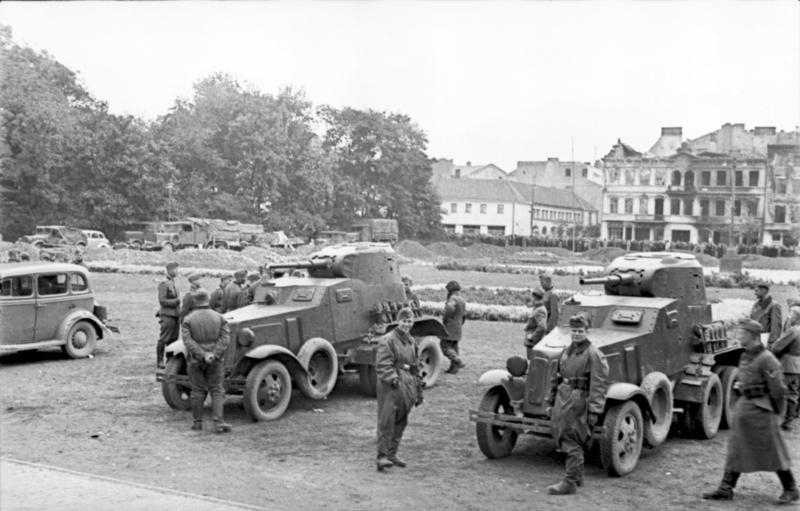
Радянські та німецькі солдати в Любліні.

Через одинадцять днів після Радянського вторгнення до східної Польщі, до таємного протоколу пакту Молотова-Ріббентропа внесено зміни, договором про дружбу та кордони між СРСР та Німеччиною, Німеччині було передано більшу частину польської території, а Литва (за винятком лівого берега Шешупе) перейшла зі сфери впливу Німеччини (як це було передбачено попередньою угодою) до сфери впливу СРСР. 28 вересня 1939 року СРСР та Німеччина оприлюднили спільну декларацію, у якій зазначено:
Після того, як СРСР та Німецький Райх, сьогоднішнім підписанням договору розв'язали створені крахом Польської держави проблеми, та створили ним міцний фундамент для тривалого миру в Східній Європі, вони висловлюють спільне переконання, що в інтересах всього людства покласти край війні між Німеччиною, з одного боку, та Англією та Францією з іншого. Обидва уряди, таким чином, скерують свої спільні зусилля, разом з іншими дружніми силами, у випадку необхідності, на досягнення цієї мети так швидко, як можливо.
Однак, якщо зусилля обох урядів не принесуть бажаних результатів, це демонструватиме, що Англія та Франція відповідальні за продовження війни, і у випадку продовження війни, урядам Німеччини та СРСР слід провести спільні консультації стосовно необхідних заходів.
3 жовтня 1939 року Вернер фон дер Шуленбург повідомив Йоахіму фон Ріббентропу що Радянська сторона бажає поступитись Вільнюсом та передмістям на користь Литви. 8 жовтня 1939 року, у листуванні між В'ячеславом Молотовим та послом Німеччини був узгоджений новий договір між Німеччиною та СРСР.
Три Балтійські держави, Естонія, Латвія та Литва, були вимушені підписати так званий Пакт про оборону та взаємну допомогу, яким дозволялось розміщення радянських збройних частин на їхніх територіях.

#### Війна проти Фінляндії та масові страти в Катині
Після того, як Балтійські держави були вимушені погодитись на угоди, Сталін зосередив увагу на Фінляндії, будучи впевненим, що капітуляції Фінляндії можна досягти незначним зусиллям. Радянська сторона вимагала території на Карельському перешийку, острови в Фінській затоці та військову базу поблизу фінської столиці Гельсінкі, Фінська сторона відкинула ці вимоги. Радянський Союз сфальшував Майнільський інцидент та використав його як причину для виходу з договору про ненапад. Червона Армія розпочала напад у листопаді 1939 року. Водночас було створено маріонетковий уряд так званої Фінляндської Демократичної Республіки. Командувач Ленінградського військового округу Андрій Жданов наказав виконувати «сюїту на фінські теми» Дмитра Шостаковича на урочистому параді в Гельсінкі. Після трьох місяців війни проти Фінляндії та численних втрат, Радянський Союз уклав тимчасовий мир. Фінляндія втратила східні частини Карелії (10 % своєї території), що означало втрату близько 422 000 карельцями своїх домівок (12 % населення Фінляндії). Офіційна кількість втрат Радянського Союзу в цій війні перевищила 200 000, а Микита Хрущов згодом заявив, що кількість жертв могла перевищувати мільйон.
Приблизно в цей час, після декількох конференцій Гестапо-НКВС, радянське НКВС здійснювало тривалі допити близько 300 000 польських військовополонених які насправді були відбором тих, кого згодом було вбито. 5 березня 1940 року розпочались масові страти, які згодом назвуть Катинською бійнею. Було видано накази стратити 25 000 польських військовополонених, затаврованих як «націоналістів та контрреволюціонерів», які утримувались у таборах на територіях окупованої західної України та Білорусі.

#### Радянська окупація Балтійських держав та Бессарабії
У середині червня 1940 року, коли увага міжнародної спільноти була прикута на Німецькому вторгненні до Франції, частини НКВС атакували прикордонні пости в Литві, Естонії та Латвії. Державні адміністрації ліквідовані та замінені радянськими кадрами, під час чого депортовано або вбито 34 250 латишів, 75 000 литовців та майже 60 000 естонців. Були проведені вибори, на яких у багатьох номінаціях були лише прорадянські кандидати, а сформовані внаслідок виборів ради одразу ж стали вимагати приєднання до Радянського Союзу, ці вимоги були задоволені Радянським Союзом. Радянський Союз анексував всю Литву, разом із регіонами навколо Шешупе, яку планувалось віддати Німеччині.
Нарешті, 26 червня, через чотири дні після укладання перемир'я між Францією та Німеччиною, Радянський Союз поставив Румунії ультиматум, вимагаючи Бессарабію та, що було несподіваним, Північну Буковину. Через два дні Румунія поступилась вимогам Радянської сторони і названі регіони були окуповані. Район Герца не вимагався Радянським Союзом, він був захоплений силою пізніше, коли Румунія погодилась на початкові вимоги.

#### Початок Голокосту, Операція Таненберг та інші злочини нацистів
У кінці жовтня 1939 року була запроваджена смертна кара за непокору німецькій окупаційній владі. Німеччина розпочала кампанію «германізації», яка переслідувала на меті політичну, культурну, соціальну та економічну асиміляцію окупованих територій у Третій Рейх. Від 50 000 до 200 000 польських дітей було викрадено аби бути германізованими.

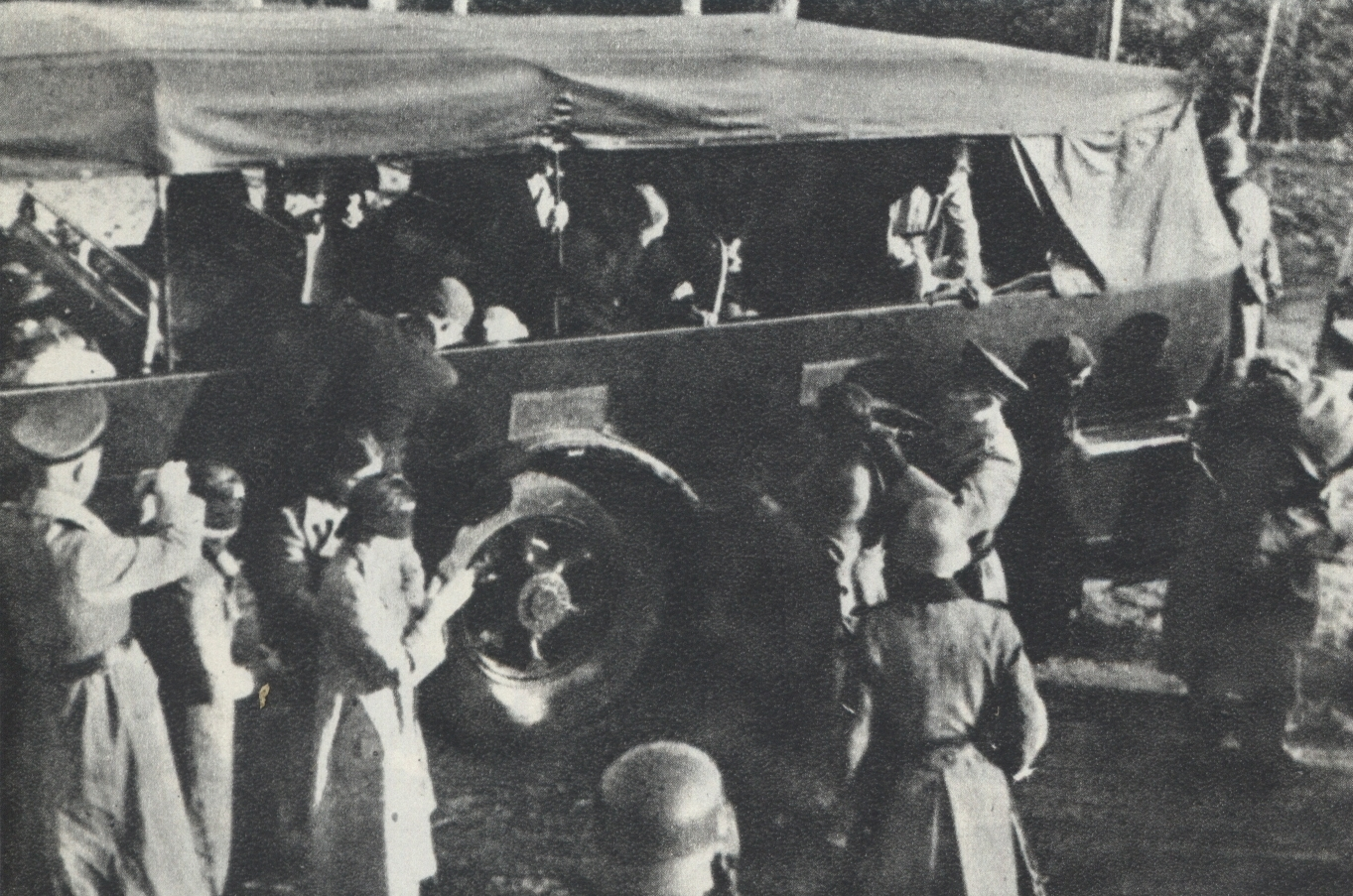
При підготовці до страти польським полоненим зав'язують очі; Пальміри, 1940 рік.

Знищення польських еліт та інтелігенції входило до плану «Ост». нім. Intelligenzaktion (укр. операція інтелігенція), план винищення польської інтелігенції, «провідної верстви» поляків, почав втілюватись невдовзі після вторгнення Німеччини до Польщі, і тривав з кінця 1939 до весни 1940 року. Внаслідок операції в 10 регіональних катуваннях було вбито близько 60 000 шляхти, вчителів, соціальних працівників, священників, суддів та політичних активістів. Дію операції було продовжено в травні 1940, коли почалось втілення операції нім. AB-Aktion. Понад 16 000 представників інтелігенції було вбито лише під час операції Танненберг.
Німеччина також планувала приєднати території до Третього Рейху. Для цього відбулось примусове переселення 2 мільйонів поляків. Родини були примушені переїжджати суворої зими 1939—1940 років, залишаючи майже все своє майно без компенсації. Лише під час операції Танненберг близько 750 000 польських селян були примушені переїхати, а їхня власність була віддана німцям. Ще близько 330 000 було вбито. Німеччина планувала згодом переселити етнічних поляків до Сибіру.
Хоча Німеччина використовувала примусову працю в більшості окупованих країн, поляки та інші мешканці Східної Європи розглядались більш пристосовані до праці через расову вищість у порівнянні з іншими націями. Від 1 до 2,5 млн поляків були відправлені до Третього Райху на примусову працю. Усі чоловіки поляки мали виконувати примусову працю.
У той час як етнічні поляки піддавались вибірковому переслідуванню, етнічні євреї переслідувались всі разом. Взимку 1939—1940 років, близько 100 000 євреїв були депортовані до Польщі. Спочатку їх було розміщено у великих міських гетто, наприклад, близько 380 000 знаходилось у Варшавському гетто, через тяжкі умови життя в гетто помирала велика кількість утримуваних, лише у Варшавському Гетто загинуло 43 000 людей. Поляки та євреї знаходились майже в кожному з розгалуженої мережі концтаборів у Польщі та Третьому Рейсі. В Аушвіці, який почав працювати 14 червня 1940 року, померло 1,1 млн людей.

#### Румунія та Радянські республіки
Влітку 1940 року, страх перед СРСР, поєднаний із підтримкою територіальних вимог сусідів Румунії та помилками Румунської влади призвели до територіальних втрат Румунії. Починаючи з 28 червня і по 4 липня, СРСР окупував та анексував Бессарабію, Північну Буковину та край Герца.
30 серпня 1940 року, Ріббентроп та італійський міністр зовнішніх справ Ґалєацо Чіано видали другий Віденський арбітраж, яким Семигород переходив до Угорщини. 7 вересня 1940 року, Румунія передала Добруджу Болгарії (згідно з підтриманим країнами Осі Крайовським мирним договором). Через декілька місяців Румунія набула ознак країни, окупованої Третім Райхом.
Окуповані СРСР території були перетворені на радянські республіки. Протягом наступних двох років після анексії, радянська влада арештувала близько 100 тис. та депортувала від 350 тис. до 1,5 млн переважно цивільних поляків, з яких від 250 тис. до 1 млн загинули. Переселенців відправляли до ГУЛАГу та примусових поселень в СРСР. Згідно з обчисленнями Нормана Девіса, майже половина з них загинула до липня 1940 року. У Бессарабії, близько 1 млн румунів загинули через голод або депортацію.

#### Подальші зміни протоколу

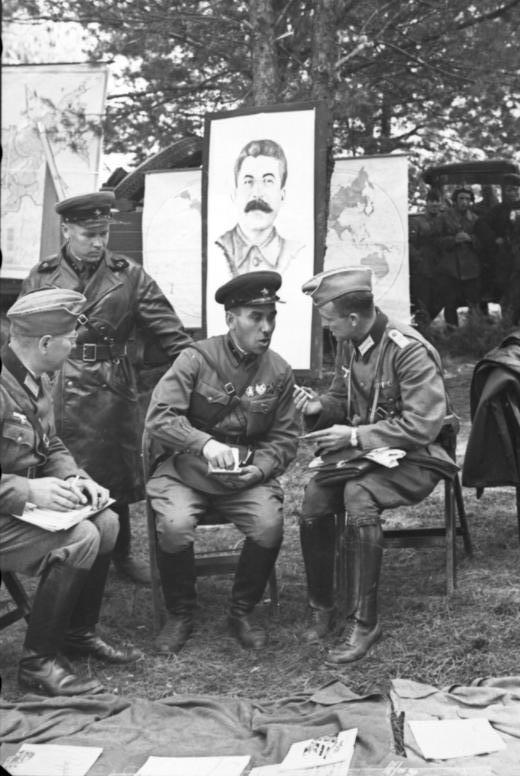
Німецькі та Радянські солдати в Бересті

10 січня 1941 року Німеччина та СРСР підписали Договір про радянсько-німецький кордон та Угоду про взаємні товарні поставки, для розв'язання кількох поточних проблем. Таємні протоколи вносили зміни до «Таємних додаткових протоколів» до договору про дружбу та кордон між СРСР та Німеччиною. Згідно з новими домовленостями, смуга литовської території передавалась СРСР за 7,5 млн дол. (31,5 млн Рейхсмарок). Договір формально встановлював кордон між Німеччиною та СРСР між річкою Ігорка та Балтійським морем. Ним також розширювались торговельні правила договору 1940 року до 1 серпня 1942 року, та збільшувались поставки в порівнянні з роком укладання договору, впорядковував торговельні права в балтійських країнах та Бессарабії, обчислював втрачені майнові вигоди Німеччини в окупованих СРСР Балтійських країнах та розв'язував інші проблеми. Ним також регулювалась міграція протягом 2,5 місяців до Німеччини етнічних німців, які проживали на окупованих СРСР територіях та міграція до СРСР балтійських та «біло-російських» «націоналістів» з окупованих Німеччиною територій.

### Оцінки пакту та таємних протоколів
Райхсканцлер Німеччини А. Гітлер, знаючи, що за кілька годин угода про ненапад буде підписана, увечері 23 серпня 1939 року на нараді з керівництвом збройних сил заявив:
| Зараз Польща опинилася у становищі, у якому я її хотів бачити… Започатковане знищення гегемонії Англії. Зараз, коли я здійснив необхідні дипломатичні приготування, шлях солдатам відкритий. |
Вільям Ширер, що на той час працював у Берліні, вважав, що
| уклавши угоду з Гітлером, Сталін дав сигнал до початку війни, якій напевно належало перерости у конфлікт світового масштабу. Це він, поза сумнівом, знав. Як виявилося, це було найбільшою помилкою за його життя. |
7 вересня 1939 року, під час обговорення вказівок для секцій Комінтерну, Й. Сталін визнав, що
| Пакт про ненапад певною мірою допомагає Німеччині. |
Під час переговорів із німецькою торговельною делегацією наприкінці 1939 року Й. Сталін нагадав німецьким представникам, що Радянський Союз
| надав Німеччині виключно велику послугу (і) надбав собі ворогів через надання цієї допомоги [170].» Оригінальний текст (рос.) оказал Германии исключительно большую услугу (и) приобрел себе врагов за оказание этой помощи. |
Начальник ГРУ Генерального штабу СРСР (1963—1987) генерал армії Івашутін П. І. оцінив підписання пакту таким чином:
| Гітлер, укладаючи з СРСР Пакт про ненапад, вже призначив день і віддав наказ про підготовку до нападу на Польщу, тобто цим пактом він розв'язував собі руки для агресії. |
Йоахім фон Ріббентроп у своєму останньому слові на Нюрнберзькому процесі заявив наступне:
| Коли я приїхав у Москву 1939 року до маршала Сталіна, він обговорював зі мною не можливість мирного врегулювання німецько-польського конфлікту в межах пакту Бріана-Келлога, а дав зрозуміти, що якщо він у додаток до половини Польщі та країн Балтії, не отримає Литву з портом Лібава, то я можу вертатися додому. У 1939 році ведення війни вочевидь не розглядалось як міжнародний злочин проти миру, інакше я не можу пояснити телеграму Сталіна по завершенні польської кампанії, яку зацитую: «Дружба народів Німеччини та Радянського Союзу, закріплена кров"ю, має всі підстави бути тривалою і міцною.» [172][173] Оригінальний текст (англ.) When I went to see Marshal Stalin in Moscow in 1939, he did not discuss with me the possibility of a peaceful settlement of the German Polish conflict within the framework of the Kellogg-Briand Pact; but rather he hinted that if in addition to half of Poland and the Baltic countries he did not receive Lithuania and the harbor of Libau, I might as well return home. In 1939 the waging of war was obviously not yet regarded as an international crime against peace, otherwise I could not explain Stalin's telegram at the conclusion of the Polish campaign, which read, I quote: "The friendship of Germany and the Soviet Union, based on the blood which they have shed together, has every prospect of being a firm and lasting one." |
Цей фрагмент останнього слова Йоахіма Ріббентропа не увійшов до російськомовного видання матеріалів Нюрнберзького процесу.
У своїх спогадах тогочасний міністр закордонних справ та виконувач обов'язків прем'єр-міністра Литви Вінцас Креве-Міцкявічюс, якого було викликано до Москви головою уряду та наркомом закордонних справ СРСР В'ячеславом Молотовим, згадує, що на зустрічі з ним 3 липня 1940 року радянський керманич так пояснював йому позицію керівників СРСР:
| Зараз ми переконані більш, ніж будь-коли, що геніальний Ленін не помилявся, запевняючи нас про те, що друга світова війна дозволить нам завоювати владу в усій Європі так само, як перша світова війна дозволила захопити владу в Росії. Сьогодні ми підтримуємо Німеччину, однак рівно настільки, щоб утримати її від прийняття пропозицій щодо миру до тих пір, поки голодуючі маси воюючих націй позбудуться власних ілюзій та не піднімуться проти своїх керівників. Тоді німецька буржуазія домовиться зі своїм ворогом, буржуазією союзних держав, з тим, щоби об'єднаними зусиллями придушити повсталий пролетаріат. Але в цей момент ми прийдемо до нього на допомогу, ми прийдемо зі свіжими силами, добре підготовлені, і на території Західної Європи... відбудеться вирішальна битва між пролетаріатом і загниваючою буржуазією, яка назавжди і вирішить долю Європи. |

## Радянсько-німецькі відносини протягом дії пакту

### Ранні політичні проблеми
Починаючи з вересня 1939 року, радянський Комінтерн припинив всю антинацистську та антифашистську пропаганду, пояснивши, що війна в Європі це лише війна капіталістичних країн для досягнення імперських цілей. Коли антинімецькі демонстрації стали відбуватись у Празі (тоді в Чехословаччині), Комінтерн наказав комуністичній партії Чехословаччини застосувати всю її владу аби паралізувати «шовіністичні елементи». Згодом Москва примусила французьку комуністичну партію та комуністичну партію Великої Британії зайняти антивоєнну позицію. 7 вересня Сталін викликав Георгія Димитрова, який виклав нове ставлення Комінтерну до війни. Нова лінія — згідно з якою війна була несправедливою та імперіалістичною — була затверджена секретаріатом Комуністичного інтернаціоналу 9 вересня. Відтепер, різні комуністичні партії мали виступати проти війни та голосувати проти виділення грошей на війну. Декілька французьких комуністів (включаючи Моріса Тореза, котрий втік до Москви) дезертували з французької армії через «революційно поразкове» ставлення західних комуністичних лідерів.
Незважаючи на попередження Комінтерну, стосунки зазнали напруження, коли Радянський Союз заявив у вересні, що має вступити до Польщі, аби «захистити» етнічних українських та білоруських співвітчизників від Німеччини, хоча Молотов пізніше зізнався представникам Німеччини, що Радянський Союз не зміг знайти іншого пояснення для інтервенції в Польщу.
Хоча активна співпраця Радянського Союзу з нацистською Німеччиною шокувала Західну Європу та комуністів, які чинили спротив Німеччині, 1 жовтня 1939 року Вінстон Черчилль заявив, що радянська армія діяла на захист Росії від «нацистської загрози».

### Розширення торгівлі сировиною та зброєю
Німеччина та Радянський Союз уклали договір про торгівлю 11 лютого 1940 року, яким передбачався вчетверо більший обсяг товарообігу в порівнянні з попереднім договором укладеним у серпні 1939 року. Торговельна угода допомогла Німеччині витримати блокаду з боку Британії. У перший рік Німеччина отримала один мільйон тонн пшона, півмільйона тонн борошна, 900 000 тонн нафти, 100 000 тонн бавовни, 500 000 тонни фосфатів та інші важливі матеріали в значних обсягах та транзит мільйону тонн сої з Маньчжурії.[джерело?] Ці та інші товари перевозились через територію Радянського Союзу та окуповану Польщу. Радянський Союз мав отримати крейсер, схеми Bismarck, крупнокаліберні корабельні гармати, інше військово-морське обладнання та тридцять нових німецьких літаків, зокрема винищувачі Me-109 та Me-110 і бомбардувальник Ju-88. Також Радянський Союз мав отримати електричне та нафтопереробне обладнання, локомотиви, турбіни, генератори, дизельні двигуни, човни, машинне обладнання та екземпляри Німецьких гармат, танків, вибухівки, хімічну зброю тощо. Імпортована з СРСР нафта дала можливість Третьому Райху реалізовувати переможні військові компанії в 1939—1941 роках.
Радянський Союз також допоміг Німеччині уникнути морської блокади давши можливість користуватись базою для підводних човнів Базис Норд поблизу Мурманська. Вона також служила базою для дозаправлення та технічної підтримки та відправною точкою для рейдів і нападів на морські шляхи. На додачу, Радянський Союз дозволив Німеччині користуватись Північним морським шляхом як для вантажних, так і для військових човнів (хоча ним скористався лише допоміжний крейсер Комет) що примусило Британію захищати морські шляхи і в Атлантичному, і в Тихому океані.
Завдяки економічній співпраці з Радянським Союзом, зокрема, господарській угоді від 1941 року, Німеччина змогла не лише витримати Британську блокаду, а і накопичити достатньо сировини та ресурсів для втілення плану «Барбаросса» — напасти на Радянський Союз.

### Взаємодія НКВС і Гестапо
Взаємодія НКВС і Гестапо здійснювалася відповідно до рішень керівників Третього Райху і Радянського Союзу. Юридичним підґрунтям дій спеціальних служб країн слугував Таємний додатковий протокол до Договору про дружбу та кордон між СРСР та Німеччиною щодо недопущення польської агітації:
| «Обидві сторони не допустять на своїх територіях ніякої польської агітації, що діє на територію іншої країни. Вони ліквідують зародки подібної агітації на своїх територіях і будуть інформувати одна одну про доцільні для цього заходи.» [184] |
Конкретні приклади взаємодії наведені у ЗМІ (наприклад) та у виданнях за результатами спеціальних досліджень та ін.

## Оприлюднення

Розширення радянського табору, зміна кордонів у центральній, східній Європі та створення Східного блоку після Другої світової війни.

### Перші відомості про існування таємного протоколу
Пакт був опублікований негайно після підписання, але інформація про додатковий протокол трималась у суворій таємниці. Та все ж вона потрапила до дипломатичних кіл майже одразу. Зранку 24 серпня німецький дипломат Ганс фон Херварт повідомив своєму американському колезі Чарльзу Болену повний зміст секретного протоколу. Умови радянсько-німецьких угод містить і так звана «Промова Сталіна до Політбюро 19 серпня 1939 року», текст якої був опублікований французьким інформаційним агентством «Гавас» у листопаді того ж року. Деякі дослідники вважають промову достовірною, інші заперечують її справжність. Проте аж до закінчення Другої світової війни ці відомості залишалися на рівні чуток, хоча й отримали підтвердження подальшим розвитком подій.

### На Заході
Німецький оригінал тексту додаткового протоколу був знищений під час бомбардування Берліна в березні 1944 року, але його копія на мікроплівці збереглася в документальному архіві МЗС Німеччини. Карл фон Льош, службовець МЗС, передав цю копію британському підполковнику Р. С. Томсону в травні 1945 року. Публічно мова про секретні протоколи вперше була піднята на Нюрнберзькому процесі: обвинувачені побудували на цьому факті лінію захисту. Про цей договір говорив Ріббентроп, а захисник Гесса Зайдль добув копію з фотокопії і спробував оголосити її, але йому було відмовлено під приводом, що він відмовився повідомити суду джерело отримання документа. Пізніше в спогадах, він згадав, що отримав документи від американської розвідки. Через кілька місяців він опублікував документ в американській провінційній газеті «Сан-Луї пост діспатч», але ця публікація залишилася непоміченою. Широку популярність документ набув в 1948 році, коли був опублікований у збірнику Держдепартаменту США «нацистсько-радянські відносини. 1939—1941 рр.» Крім того, збірка містила німецьке та німецько-радянське дипломатичне листування, яке містило прямі посилання на секретні домовленості. Цей факт став для ряду дослідників за основу для порівняння політики СРСР із політикою нацистського Третього Райху і звинувачення Радянського Союзу в співучасті в розв'язанні Другої світової війни. У зв'язку з цим, питання радянсько-німецьких секретних протоколів (до Договору про ненапад і Договору про дружбу і кордони) отримало важливе політичне значення.

### У Радянському Союзі
В СРСР існування секретного протоколу категорично заперечувалося. За словами Валерія Болдіна, вони зберігалися в особистому сейфі Сталіна, потім — в архіві ЦК КПРС.
У 1948 році, у відповідь на публікацію збірника Держдепартаменту США «Nazi-Soviet relations», Совінформбюро публікує книгу «Фальсифікатори історії» в якій висуваються контрзвинувачення країн Заходу і, у свою чергу, містяться твердження про фінансування Німеччини англійськими і американськими фінансовими колами в 1930-ті роки. На відміну від видання Держдепартаменту США, яке було збірником архівних документів, радянське видання являло собою авторський текст, у ньому не було наведено жодного документа повністю, лише декілька — у незначних фрагментах. У брошурі також стверджувалося, що Мюнхенська угода була «секретним договором» між Німеччиною та «Заходом» та «дуже важливою фазою їхньої політики нацьковування гітлерівських агресорів на Радянський Союз». Існування секретного протоколу заперечувалося В. Молотовим до самої смерті, про що він неодноразово говорив у розмовах із письменником Ф. Чуєвим.
Питання про пакт і особливо протоколи було підняте в СРСР під час перебудови, перш за все через тиск з боку Польщі. Для вивчення питання була створена особлива комісія на чолі з секретарем ЦК КПРС Олександром Яковлєвим. 24 грудня 1989 З'їзд народних депутатів СРСР заслухав повідомлені Яковлєвим висновки комісії та прийняв резолюцію, у якій засудив протокол (відзначивши відсутність оригіналів, але визнавши його автентичність, ґрунтуючись на графологічній, фототехнічний та лексичній експертизі копій, і відповідності їм подальших подій). Тоді ж, вперше в СРСР, був опублікований текст секретних протоколів (з німецької мікроплівки — «Питання Історії», № 6, 1989).
З'їзд народних депутатів СРСР 1989 року оголосив пакт Молотова-Ріббентропа недійсним від моменту підписання, але не розглядав спеціально наслідків цього пакту — приєднання до СРСР Балтійських держав, Бессарабії, Буковини, західних областей України і Білорусі, війну з Фінляндією, Катинську справу, депортацію мешканців Польщі, Молдавії, Латвії, Литви, Естонії, Фінляндії та ін. проте визнав, що секретні
| протоколи не створювали нової правової бази для взаємовідносин Радянського Союзу з третіми країнами, але були використані Сталіним та його оточенням для висунення ультиматумів і силового тиску на інші країни всупереч взятих перед ними зобов'язань. |
За словами історика Льва Безименського, оригінал протоколу зберігався у архіві ЦК КПРС (нині Архів Президента РФ, Особлива папка, пакет № 34), але був прихований Михайлом Горбачовим (котрий знав про його існування ще 1987 року), причому Горбачов, за словами його керуючого справами В. Болдіна, натякав Болдіну на бажаність знищення цього документу. Після розсекречення архіву документ було «знайдено» 30 жовтня 1992 року заступником начальника Головного політичного управління генерал-полковником Д. А. Волкогоновим і опубліковано. Наукова публікація відбулась у журналі «Новая и новейшая история», № 1 за 1993 рік.
Офіційно документи оприлюднені 1992 року у виданні Міністерства закордонних справ Російської Федерації «Документы внешней политики СССР. 1939. Т. XXII» С. 630—632.

## Пам'ять
Європейський парламент запропонував проголосити 23 серпня, на згадку про Пакт Молотова-Ріббентропа, Європейським днем пам'яті жертв всіх тоталітарних та авторитарних режимів.
3 липня 2009 року Комітет з демократії Парламентської асамблеї ОБСЄ прийняв резолюцію «Возз'єднання розділеної Європи», якою пропонувалося встановити 23 серпня Днем пам'яті жертв сталінізму та нацизму. Парламентська Асамблея ОБСЄ 3 липня прийняла Резолюцію «Заохочення прав людини та громадянських свобод у регіоні ОБСЄ в XXI столітті», у якій 23 серпня названо Загальноєвропейським Днем пам'яті жертв сталінізму та нацизму в ім'я збереження пам'яті жертв масових страт і депортацій. У відповідь на резолюцію, Російські законодавці загрожували ОБСЄ «суворими наслідками».

## Цікаві факти
- Спеціальний літак Фокке-вульф 200 «Кондор» з Й. фон Ріббентропом та експертами, що його супроводжували, при перетині кордону СРСР був обстріляний зенітною батареєю Червоної армії. Для розслідування інциденту була створена спеціальна комісія під головуванням заступника начальника Оперативного управління Генштабу РСЧА комбрига Олександра Василевського. Після посадки у літаку виявилися пробоїни від осколків снарядів. Ні з боку уряду Німеччини, ні від Й. фон Ріббентропа чи супроводжуючих його осіб, ні від посольства Німеччини у Москві не було жодного протесту чи заяви[212].
- У приймаючої радянської сторони виникла проблема з державним прапором Третього Райху зі свастикою, яким мали прикрасити летовище. Його віднайшли лише у реквізиті «Мосфільму», де він використовувався для зйомок антифашистських фільмів[213].